# واسودیوا یکم
واسودیوا یکم (کوشانی: Βαζοδηο بازودیو؛ خط براهمی:  Vā-su-de-va، چینی: 波調 Bodiao) یا بازودیوا یکم ششمین شاهنشاه کوشانی و آخرین شاهنشاه بزرگ کوشان بود که از سال ۱۹۱ الی ۲۳۲ به مدت ۴۳ سال حکمرانی کرد. او از ضرابخانه باختر (بلخ) استفاده می‌کرد و پیروز زدوخوردهای ساسانیان بود.

## سکه‌شناسی

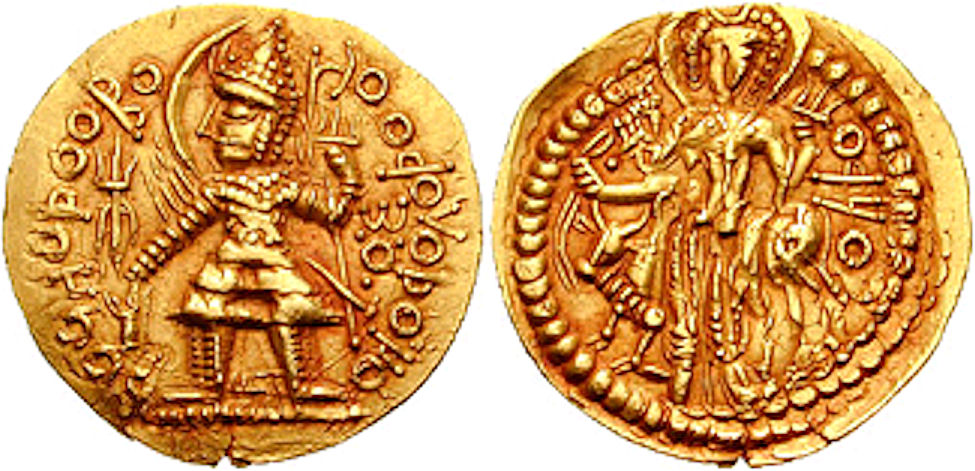
تقلید از سکه واسودیوا یکم، توسط اردشیر یکم کوشانشاه
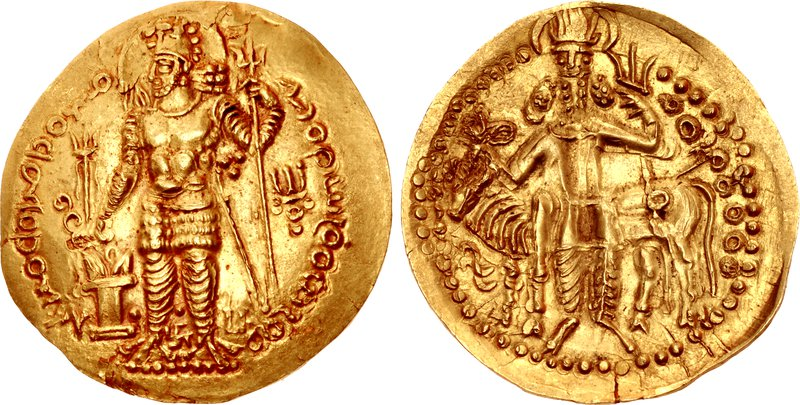
سکه طلای پیروز یکم کوشانشاه (۲۴۶-۲۷۵، تقلید از سکه واسودیوا یکم، ضرابخانه بلخ